# Most
|  | Per a la ciutat de Most, vegeu Most (República Txeca). |

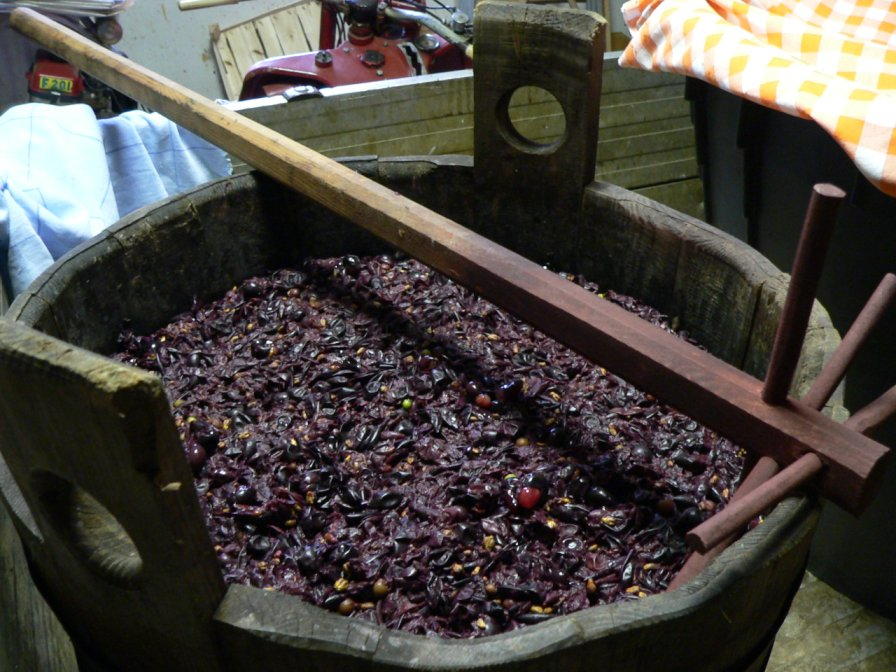
Procés de conversió del raïm en most.

Most és el líquid de fermentació, un estadi preliminar a l'elaboració de vi, cervesa o whisky o altres begudes destil·lades.
En enologia es reserva el mot de most per denominar el suc del raïm obtingut de la premsada del raïm íntegre, amb pellofa i raspa, destinat a fabricar vi després de la fermentació com a part del procés devinificació. El most també es pot obtenir per aixafada o escorreguda. En la fabricació de cervesa, sake o whisky és el licor amb alt nivell de sucres, fet de malt molt i aigua calenta que forma la base de la fermentació.

## Most a base de raïm
El most és la base dels vins el seu color depèn de si s'ha obtingut amb raspa (negre) o sense (blanc). El suc de raïm, en canvi, és el nom amb què es coneix el most clarificat i purificat destinat, després de tractaments tèrmics del tipus de l'esterilització, a ser una beguda sense alcohol i d'alt contingut en sucre.
Els mosts contenen d'un 70 a un 85% d'aigua i de 140 a 225 g de sucre per litre. Actualment és molt corrent fabricar most concentrat que aleshores ja no fermenta i és apte per al transport, fabricació de begudes o servir per ensucrar i augmentar el grau alcohòlic d'alguns tipus de vins.
El most conté àcids orgànics (especialment àcid tàrtric i àcid màlic), sals minerals (potassi, calci, magnesi i sodi), taní, matèries colorants, nitrogenades, amoniacals o orgàniques, gomes, pectina, etc. La densitat varia entre 1,05 i 1,13 i es determina amb densímetres o altres aparells per conèixer el grau alcohòlic probable del vi que en resulti.
El raïmat és una forma tradicional de conservar el most a base de fer-li perdre aigua per cocció fins que arriba a una consistència d'arrop semblant a la de la melmelada. És a la vegada un producte àcid i ensucrat.
També el podem trobar com a producte final. Es una beguda saludable, fresca i amb molts matisos. En gastronomia forma part d’un gran nombre de receptes com: el llom amb most i raïm, l’arrop i tantes d'altres. En podem trobar productors el Penedès i altres territoris.

## Most a base de cereals
Per la fabricació de most s'utilitza tradicionalment ordi, blat, arròs o modernament, blat de moro. Qualsevol cereal, ric en midó es pot fer servir primer per fer malt i després per fer most.

## Most a mitjà fermentar
En alguns països d'Europa central, com Alemanya, Àustria i Luxemburg, es duu a terme la producció de Sturm o Federweisser, un vi elaborat mitjançant most, que es deixa fermentar un període molt curt de temps fins a arribar a graduacions de 10-11%. En un inici, el suc és dolç, fresc i baix en alcohol i, a mesura que avança la fermentació, adquireix un color tèrbol i dona sensació de formigueig.